# Castro de Filabres (kommunhuvudort)
Castro de Filabres är en kommunhuvudort i Spanien.   Den ligger i provinsen Provincia de Almería och regionen Andalusien, i den södra delen av landet, 400 km söder om huvudstaden Madrid. Castro de Filabres ligger 954 meter över havet och antalet invånare är 158.
Terrängen runt Castro de Filabres är huvudsakligen kuperad, men västerut är den bergig. Runt Castro de Filabres är det glesbefolkat, med 9 invånare per kvadratkilometer. Närmaste större samhälle är La Mojonera, 11,9 km norr om Castro de Filabres. Omgivningarna runt Castro de Filabres är i huvudsak ett öppet busklandskap.